# (23686) Songyuan
(23686) Songyuan est un astéroïde de la ceinture principale.

## Description
(23686) Songyuan est un astéroïde de la ceinture principale. Il fut découvert le 8 mai 1997 à la station de Xinglong par le programme Beijing Schmidt CCD Asteroid Program. Il présente une orbite caractérisée par un demi-grand axe de 2,69 UA, une excentricité de 0,17 et une inclinaison de 12,8° par rapport à l'écliptique.

## Compléments